# Валмоден
Валмоден (њем. Wallmoden) општина је у њемачкој савезној држави Доња Саксонија. Једно је од 15 општинских средишта округа Гослар. Према процјени из 2010. у општини је живјело 1.039 становника. Посједује регионалну шифру (AGS) 3153014.

## Географски и демографски подаци
Валмоден се налази у савезној држави Доња Саксонија у округу Гослар. Општина се налази на надморској висини од 130 метара. Површина општине износи 16,8 km². У самом мјесту је, према процјени из 2010. године, живјело 1.039 становника. Просјечна густина становништва износи 62 становника/km².